# Vlagyimir Alekszejevics Krat
Vlagyimir Alekszejevics Krat (Uljanovszk, 1911. július 8. – Leningrád, 1983. június 2.) csillagász régi nemesi cseh-orosz családból számozik.

## Életpályája
Krat a szimbirszki kadéttestület gondnoki családjában született. Apja Alekszej Arkhipovics Krat alezredes egy cseh nemesember, anyja E. A. Fedoszejeva volt. A. A. Fedoszejeva, a híres marxista N. E. Fedoszejev húga volt. Élete első 12 évét Szimbirszkben töltötte, és már itt elkészítette a legegyszerűbb asztrológiai eszközöket.
1932-ben szerzett diplomát a kazanyi egyetemen. 1938-tól a Pulkovói Obszervatóriumban dolgozott, a napfizikai osztály vezetőjeként, majd 1964-től megbízott igazgatóként, 1966-1979 között pedig mint az obszervatórium igazgatója. A CSKP KB tagja volt.

## Tudományos területei
Fő tudományos munkái a napfizikával, a változócsillagokkal és a kozmogóniával kapcsolatosak. Kezdeményezője és aktív részese volt a sztratoszférikus csillagászat megteremtésének a Szovjetunióban.
Már 1935-ben felvetett egy hipotézist a metagalaxis korlátozottságáról és a metagalaxison kívüli más kozmikus rendszerek létezéséről. E hipotézis szerint a Metagalaxis tágulását megelőzte a csomók kialakulása okozta összehúzódás. 
Számos munkát végzett a közeli kettőscsillagok komponenseinek egyensúlyi alakjainak vizsgálatával kapcsolatban (1937). Napfogyatkozó változók megfigyeléseiből tanulmányozta a csillagkorongok pereméig tartó sötétedést, és javaslatot tett a sötétedési tényező fénygörbeelemzésből történő meghatározásának módszerére. Kidolgozta a fogyatkozó változók részletes osztályozását (1944). Kidolgozta a kromoszféra mint forró és hideg rostokból - prominenciákból - álló képződmény elképzelését (1958). Megállapította, hogy a H- és K-kalciumvonalakban megfigyelt kromoszférikus flerek az alsó kromoszférában helyezkednek el, és forróbb gáz magasságkorlátozott beágyazódásai egy 5000 K-nál nem magasabb kinetikus hőmérsékletű gázrétegben (1960, 1963). Az 1945-ös napfogyatkozás adatainak felhasználásával megállapította, hogy a korona folytonos spektrumában és a napkorong középpontjának spektrumában az energiaeloszlások azonosak.

## Főbb munkái
- A "Közeli kettőscsillagok egyensúlyi problémái" (1937)
- "Az égitestek egyensúlyi alakzatai" (1950)
- az "Asztrofizikai és csillagászati tanfolyam" (1951) L. M. Kotljarral közösen írt "Balloncsillagászat" (1972) című könyv egyik szerzője.

Róla nevezték el a G. N. Neuimin által október 11-én felfedezett kisbolygót (3036 Krat), melyet Nyeujmin 1937. október 11-én fedezett fel a Simeizi Csillagvizsgálóban.